# Trilacuna datang
Espèce
Trilacuna datang est une espèce d'araignées aranéomorphes de la famille des Oonopidae.

## Distribution
Cette espèce est endémique du Yunnan en Chine,. Elle se rencontre dans le xian de Tengchong.

## Description
Le mâle holotype mesure 1,87 mm et la femelle paratype 1,87 mm.

## Systématique et taxinomie
Cette espèce a été décrite Tong, Zhang et Li en 2019.

## Étymologie
Son nom d'espèce lui a été donné en référence au lieu de sa découverte, Datang.

## Publication originale
- Tong, Chen, Bai, Zhang & Li, 2019 : « Seven new species of the genus Trilacuna Tong & Li, 2007 from Yunnan, China (Araneae, Oonopidae). » ZooKeys, vol. 821, p. 11-44 (texte intégral).